# Toyota în Formula 1
Producătorul japonez de automobile Toyota a participat în Campionatul Mondial de Formula 1 între sezoanele 2002 și 2009, atât în calitate de constructor, cât și de producător și furnizor de motoare.
Toyota și-a anunțat planurile de a se alătura în Formula 1 în 1999, iar după teste ample cu mașina lor inițială, numită TF101, echipa, denumită Panasonic Toyota Racing, și-a făcut debutul în 2002. Noua echipă a crescut din organizația de lungă durată Toyota Motorsport GmbH, care a concurat anterior în Campionatul Mondial de Raliuri și Cursa de 24 de ore de la Le Mans. În ciuda unui punct obținut chiar în prima cursă, Toyota nu a câștigat niciodată un Mare Premiu, cea mai bună pozție obținută într-o cursă fiind locul 2, pe care l-a obținut de cinci ori.
Toyota a atras critici pentru lipsa lor de succes, asta deoarece nu au reușit niciodată să câștige o cursă, în ciuda unuia dintre cele mai mari bugete ale acestui sport și fiind cel mai mare producător de mașini din lume. Toyota era o echipă bine finanțată dar, în ciuda acestui fapt, rezultatele puternice nu au fost niciodată constante. Pe 4 noiembrie 2009, Toyota și-a anunțat retragerea imediată din Formula 1, punând capăt implicării echipei în acest sport după opt sezoane consecutive.

## Originile
Toyota a făcut prima apariție în sporturile cu motor atunci când o Toyota Crown a intrat în Round Australia Trial în 1957. Rădăcinile echipei de Formula 1 pot fi urmărite într-o dezvoltare ulterioară în 1972, când echipa Andersson Motorsport a suedezului Ove Andersson a folosit o Toyota Celica 1600GT în Raliul RAC din Marea Britanie. Ulterior, echipa a fost redenumită Toyota Team Europe și apoi, după ce a fost cumpărată de Toyota în 1993, Toyota Motorsport GmbH. Echipa de raliuri a câștigat patru titluri la piloți în Campionatul Mondial de Raliuri, în special cu Carlos Sainz, precum și trei titluri la constructori. FIA a interzis echipa din competiție timp de 12 luni la sfârșitul anului 1995 din cauza rulării pieselor ilegale, ceea ce a făcut ca echipa să nu poată concura în sezonul următor (echipele regionale oficiale ale Toyota au intrat cu Celica GT-Four în sezonul următor, dar suspendarea a însemnat că nu au fost eligibili pentru puncte). Toyota a continuat să câștige raliuri după revenirea lor în 1997, dar nu a atins același nivel de dominație.

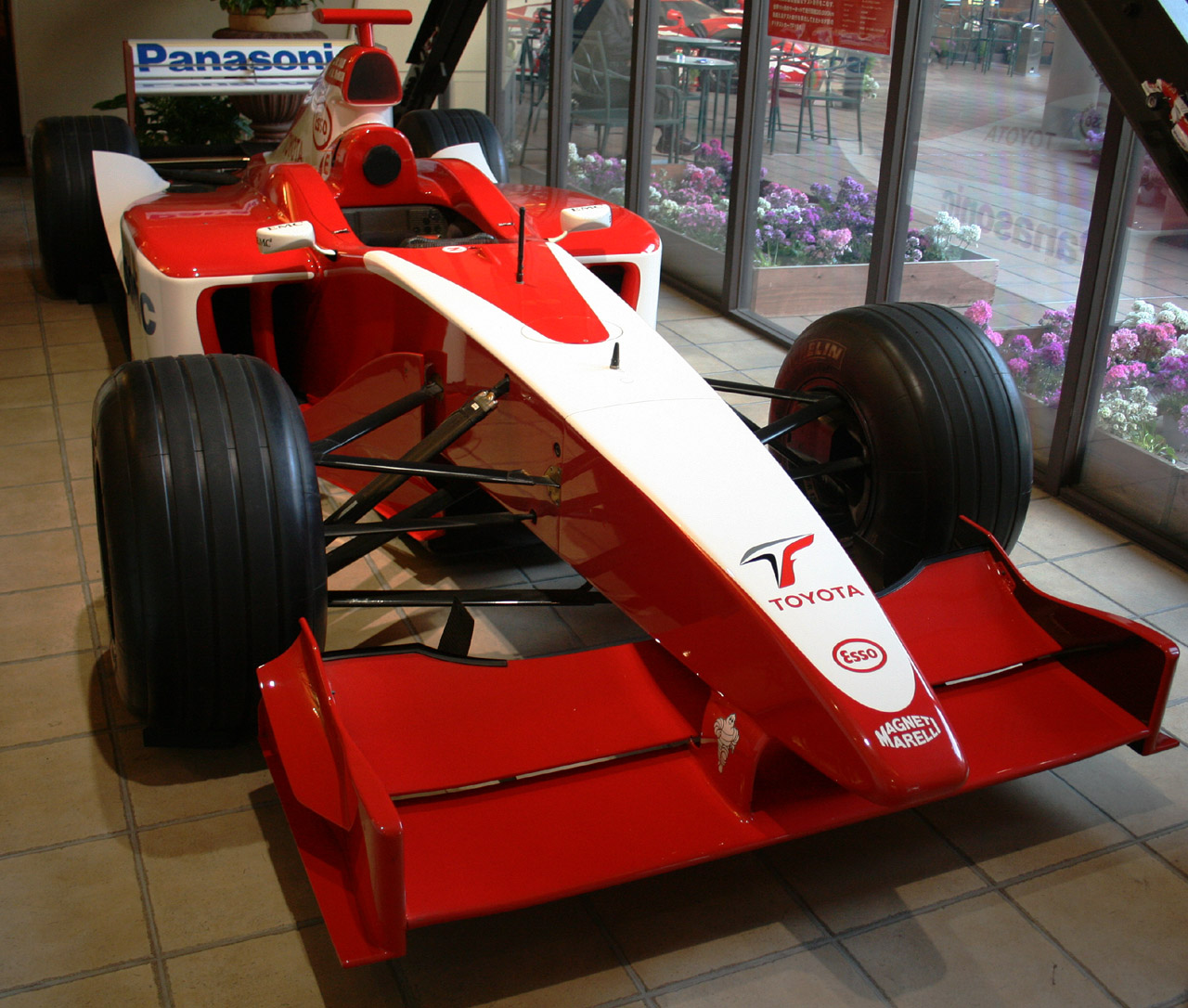
Prima mașină de testare de Formula 1 pentru Toyota, TF101 (2001).

În 1997, echipa a intrat în cursele de circuit cu un proiect de mașini sport, eșuând de două ori să câștige cursa de 24 de ore de la Le Mans. Pe 21 ianuarie 1999, Toyota și-a anunțat trecerea în Campionatul Mondial de Formula 1. Compania și-a încheiat programele de raliuri și Le Mans pentru a se concentra pe Formula 1. Pe 30 iunie 2000, echipa și-a asigurat locul ca a 12-a intrare pentru sezonul 2002 de Formula 1. Intenționând inițial să intre în F1 în 2001, Toyota a renunțat la un depozit de 11 milioane de dolari prin amânarea intrării lor. În mod neobișnuit, Toyota a optat să-și înființeze propria echipă de fabrică, în detrimentul colaborării cu o echipă de curse specializată și un producător de șasiuri. Echipa a fost, de asemenea, înființată departe de centrul tradițional de producție al Formulei 1 din „Motorsport Valley” din Regatul Unit. În 2001, Toyota a testat cu prototipul lor de mașină TF101 (AM01) și piloți pe 11 circuite de F1. Ideea a fost să obțină date de telemetrie pentru curse, ceea ce le-a permis să facă modificări aerodinamice pentru TF102, iar piloților să experimenteze pistele în noile mașini. Finlandezul Mika Salo, care putea comunica în japoneză, și scoțianul Allan McNish, care a condus mașina GT-One în timpul cursei de 24 de ore de la Le Mans din 1999, au fost numiți ca piloți de testare.

## Panasonic Toyota Racing

### 2002–2004: primii ani

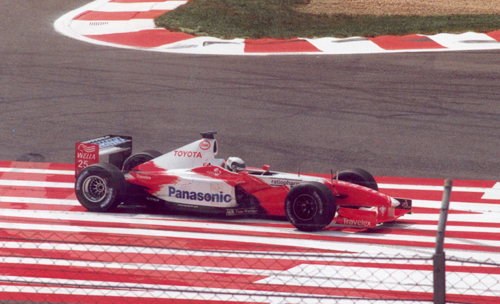
Allan McNish în Marele Premiu al Franței din.

Toyota și-a făcut debutul în Formula 1 în 2002, cu McNish și Salo conducând monopostul TF102, proiectat de Gustav Brunner. În ciuda faptului că a avut unul dintre cele mai mari bugete în Formula 1, Toyota a obținut doar două puncte pe tot parcursul anului. Primul lor punct a fost marcat chiar în prima lor cursă, Marele Premiu al Australiei, când jumătate din grilă a fost eliminată printr-un accident în primul tur cauzat de ciocnirea lui Ralf Schumacher cu Rubens Barrichello. Echipa ar fi putut înscrie un alt punct în următoarea cursă, la Marele Premiu al Malaeziei, dar Salo a suferit o defecțiune electrică și echipa a greșit oprirea lui McNish. Scoțianul a pierdut astfel din teren și a terminat pe locul șapte, în afara punctelor în spatele lui Felipe Massa de la Sauber. Marele Premiu al Braziliei, a treia cursă a sezonului, a oferit pentru Toyota al doilea și ultimul punct, marcat din nou de Salo. McNish a suferit un accident grav în timpul antrenamentelor pentru Marele Premiu al Japoniei de la sfârșitul sezonului și a ratat cursa la sfatul medicului. Nici lui McNish, nici lui Salo nu li s-a oferit un loc de cursă pentru 2003.

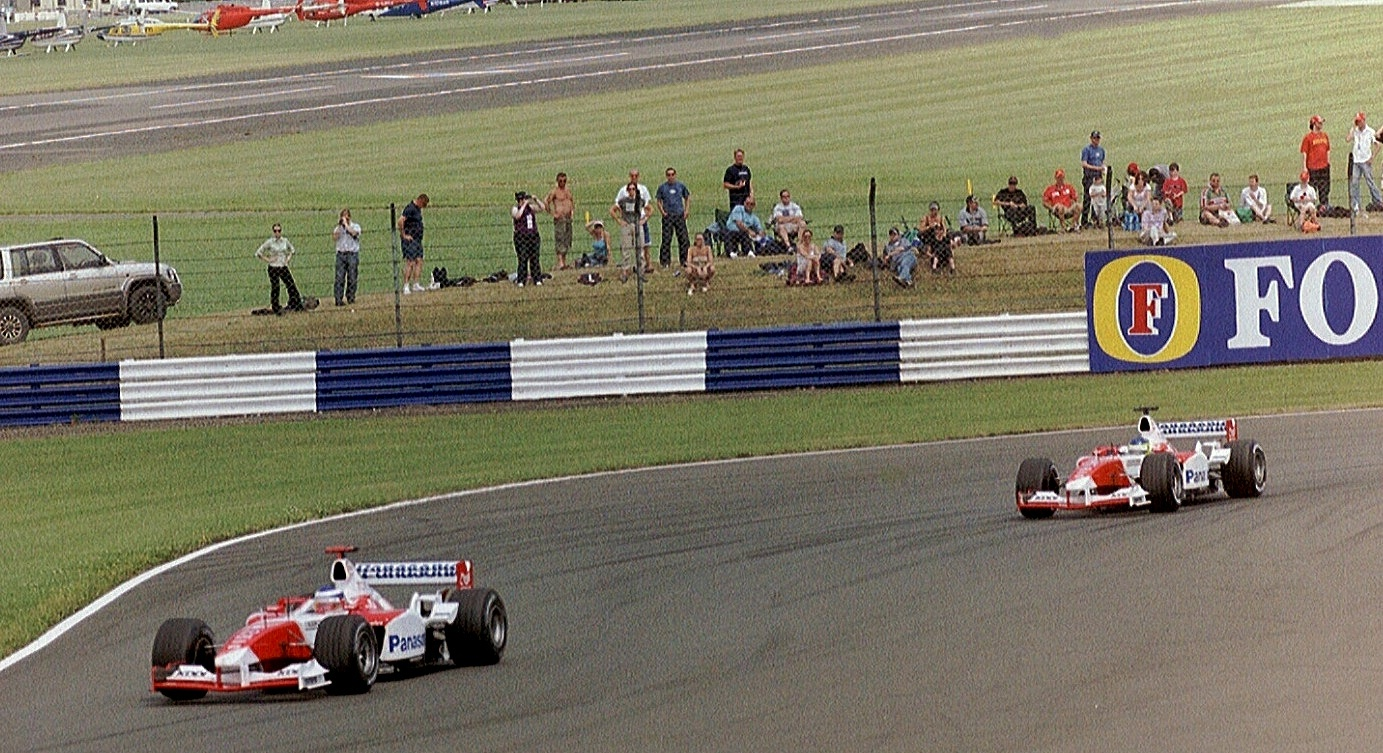
Olivier Panis și Cristiano da Matta în.

Pentru sezonul 2003, Toyota l-a semnat pe brazilianul Cristiano da Matta, care câștigase seria americană ChampCar din anul precedent folosind o mașină cu motor Toyota, și pe fostul pilot BAR, Olivier Panis, pentru a prelua sarcinile de curse de la Salo și McNish. Echipa a obținut mai multe puncte în cursul sezonului, însă cel mai bun rezultat a fost doar locul cinci în Germania. Cele mai bune momente ale sezonului pentru Toyota au fost rularea pe primul și pe al doilea loc în Marele Premiu al Marii Britanii, datorită opririlor la boxe în timp ce mașina de siguranță era scoasă, și calificarea lui Panis pe locul al treilea la Marele Premiu al Statelor Unite. La sfârșitul sezonului, echipa acumulase șaisprezece puncte, o îmbunătățire față de sezonul precedent, dar în continuare doar locul 8 în campionatul constructorilor, înaintea echipelor Jordan Grand Prix și Minardi.

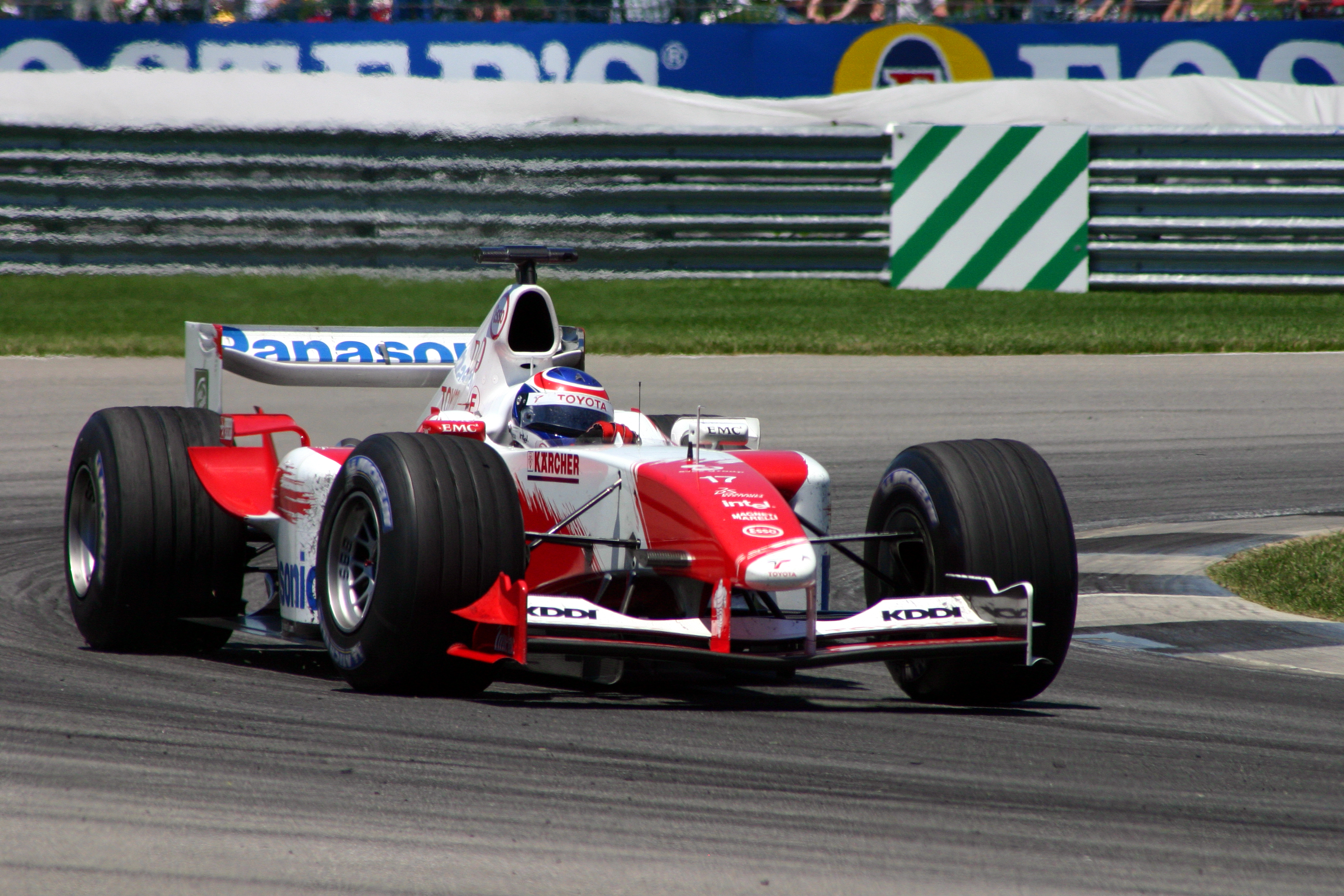
Olivier Panis în.

Toyota și-a păstrat linia de piloți pentru 2004, dar sezonul s-a dovedit a fi unul dificil. Ambele mașini Toyota (împreună cu mașinile Williams) au fost descalificate din Marele Premiu al Canadei pentru că au rulat piese ilegale. Cristiano da Matta, în urma unor performanțe dezamăgitoare, a părăsit echipa după Marele Premiu al Germaniei și a fost înlocuit de colegul brazilian Ricardo Zonta, care fusese al treilea pilot al echipei. Zonta a condus pentru Toyota pentru cele patru runde următoare, înainte de a fi înlocuit și el de italianul Jarno Trulli, care părăsise echipa Renault. Între timp, Panis și-a anunțat retragerea din curse și a părăsit Toyota înainte de ultima cursă a sezonului, cea din Brazilia, pentru a-i permite lui Zonta să concureze în cursa de acasă. Nici Trulli, nici Zonta nu au marcat puncte pentru echipă în acele curse din sfârșitul sezonului, deși Trulli a reușit calificări bune în ambele Mari Premii la care a participat. Toyota l-a adus pe fostul designer pentru Jordan și Renault, Mike Gascoyne, la începutul anului, pentru a supraveghea dezvoltarea mașinii. Echipa a marcat puțin peste jumătate din punctele pe care le-au înscris în 2003 și și-a menținut locul 8 în campionatul constructorilor.

#### Acuzarea de spionaj
În 2004, Toyota a fost acuzată de spionaj industrial în cazul unor fișiere de date furate de la Ferrari. Asta, după un sezon în care mulți fani de Formula 1 au comentat asemănările dintre Toyota TF104 și Ferrari F2003-GA. Procurorul districtual din Köln, unde își are sediul Toyota F1, a condus ancheta spunând că „Este o cantitate imensă de material. Ne-ar trebui peste 10 mii de pagini pentru a imprima totul”, în raport cu numărul de documente generate pentru proiectarea unei mașini moderne de F1. Toyota a refuzat să trimită datele înapoi în Italia, deoarece nu dorea ca Ferrari să profite de propriile date, care fuseseră amestecate cu cele ale Ferrari.

### 2005-2006: scurt succes

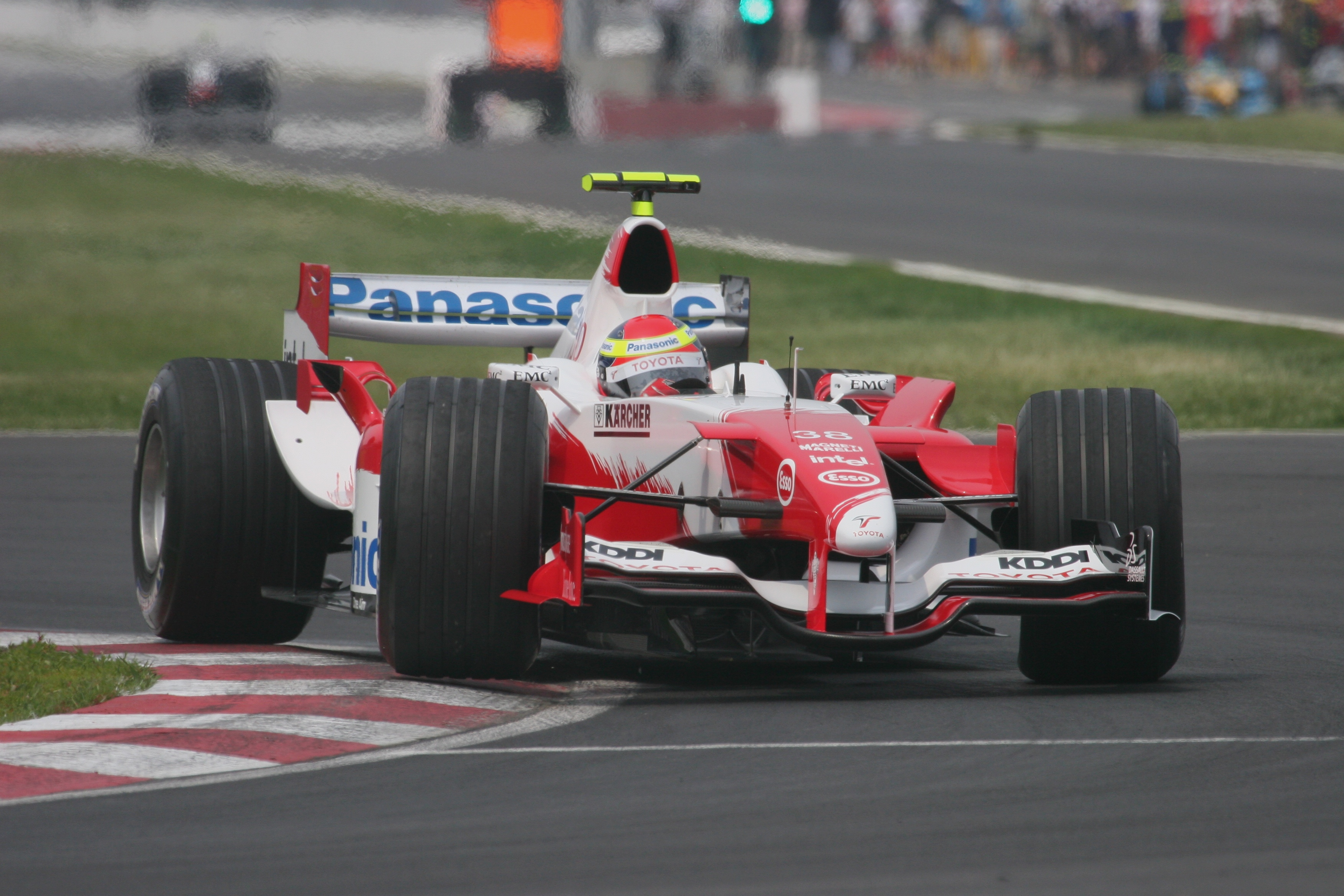
Ricardo Zonta în Marele Premiu al Canadei din.

Sezonul 2005 a văzut o îmbunătățire în performanță pentru Toyota. Echipa l-a păstrat pe Trulli pentru sezon, dar l-a înlocuit pe Zonta cu Ralf Schumacher de la Williams. În timpul lansării mașinii lor din 2005, TF105, Schumacher a spus că a avea șanse mai mari de a câștiga titlul la Toyota decât a avut vreodată la Williams. Toyota a făcut un început bun de sezon, Jarno Trulli calificându-se pe locul secund în runda de deschidere, din Australia, și terminând pe locul secund la următoarele două curse, cele din Malaezia și Bahrain. Rezultatele s-au diminuat ușor din acest punct, Trulli obținând singurul său alt podium în Spania, cu locul 3, iar Schumacher a recompensat echipa cu locul 3 atât în Ungaria, cât și în China, și un pole position pentru Marele Premiu al Japoniei. Cu toate acestea, sezonul 2005 a fost de departe cel mai de succes sezon de Formula 1 pentru Toyota deoarece ei au marcat puncte în toate, cu excepția cursei de deschidere și în controversatul Mare Premiu al Statelor Unite, unde Trulli s-a calificat în pole position, dar ca toți piloții care foloseau anvelope Michelin, s-a retras înainte de începerea cursei.
Toyota a avut aceeași linie de piloți și pentru 2006, deși a trecut acum la anvelopele Bridgestone. Echipa a fost prima care și-a dezvăluit noua mașină, o mișcare menită să le ofere un avantaj față de rivalii lor, dar performanța mașinii la testare a fost medie. Locul al treilea al lui Schumacher în Australia a fost singurul podium al Toyota în 2006. Cel mai bun rezultat ale acestora care a urmat au fost locul 4 în Franța cu Schumacher și, de asemenea, în Statele Unite, unde Trulli a pornit din spate și s-a luptat pentru a-l învinge pe campionul en-titre Fernando Alonso. Trulli s-a apropiat de un alt podium la Monaco, dar motorul i s-a defectat în ultimele faze ale cursei. Ralf a terminat pe locul 6 la Marele Premiu al Ungariei, fiind singurul alt rezultat semnificativ pentru echipă. Trulli a suferit o ușoară problemă și a fost în afara ritmului în timpul cursei de acasă a echipei (Marele Premiu al Japoniei), care l-a întârziat pe coechipierul Schumacher în drumul spre un rezultat puternic. În cursa finală – Marele Premiu al Braziliei – ambele mașini Toyota s-au retras în primele tururi cu defecțiuni ale suspensiei. În ciuda acestor eșecuri, echipa s-a bucurat de a doua cea mai bună performanță din istoria sa, înscriind 35 de puncte și terminând pe locul șase, la un punct în spatele BMW Sauber.

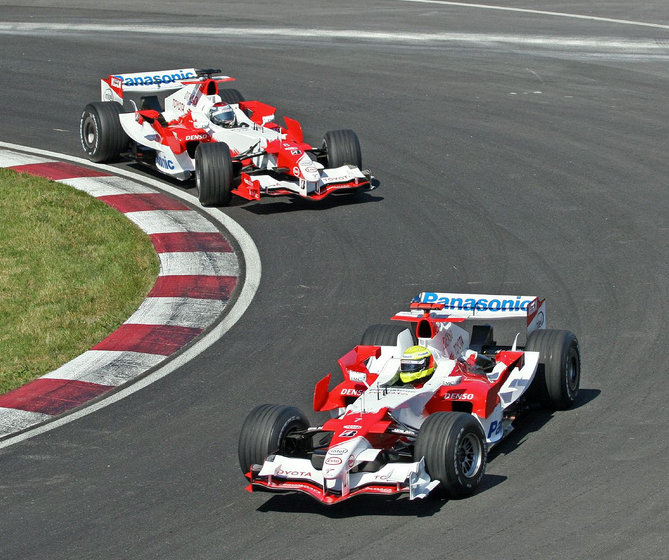
Ralf Schumacher, urmat de Jarno Trulli în Marele Premiu al Canadei din.

Toyota a surprins comunitatea de Formula 1 după ce a renunțat la Mike Gascoyne din departamentul tehnic după cursa de la Melbourne, mai ales că englezul a contribuit la creșterea competitivității lor în 2005. Cu toate acestea, performanța slabă a mașinii TF106 din primele două curse ale sezonului, în special în Bahrain, unde echipa terminase pe podium cu 12 luni mai devreme, a provocat un dezacord cu privire la direcția tehnică a echipei. Lui Gascoyne nu i-a plăcut modul în care a funcționat conducerea echipei, în timp ce conducerea echipei nu a fost impresionată de mașina TF106 pe care o producea Gascoyne și a fost demis în mod corespunzător. A durat ceva timp pentru ca Toyota să-l înlocuiască pe directorul tehnic, iar în cele din urmă l-a promovat pe Pascal Vasselon în acest rol, spunând că un departament tehnic condus de un singur om a devenit de modă veche.

### 2007-2009: ultimele sezoane

#### 2007

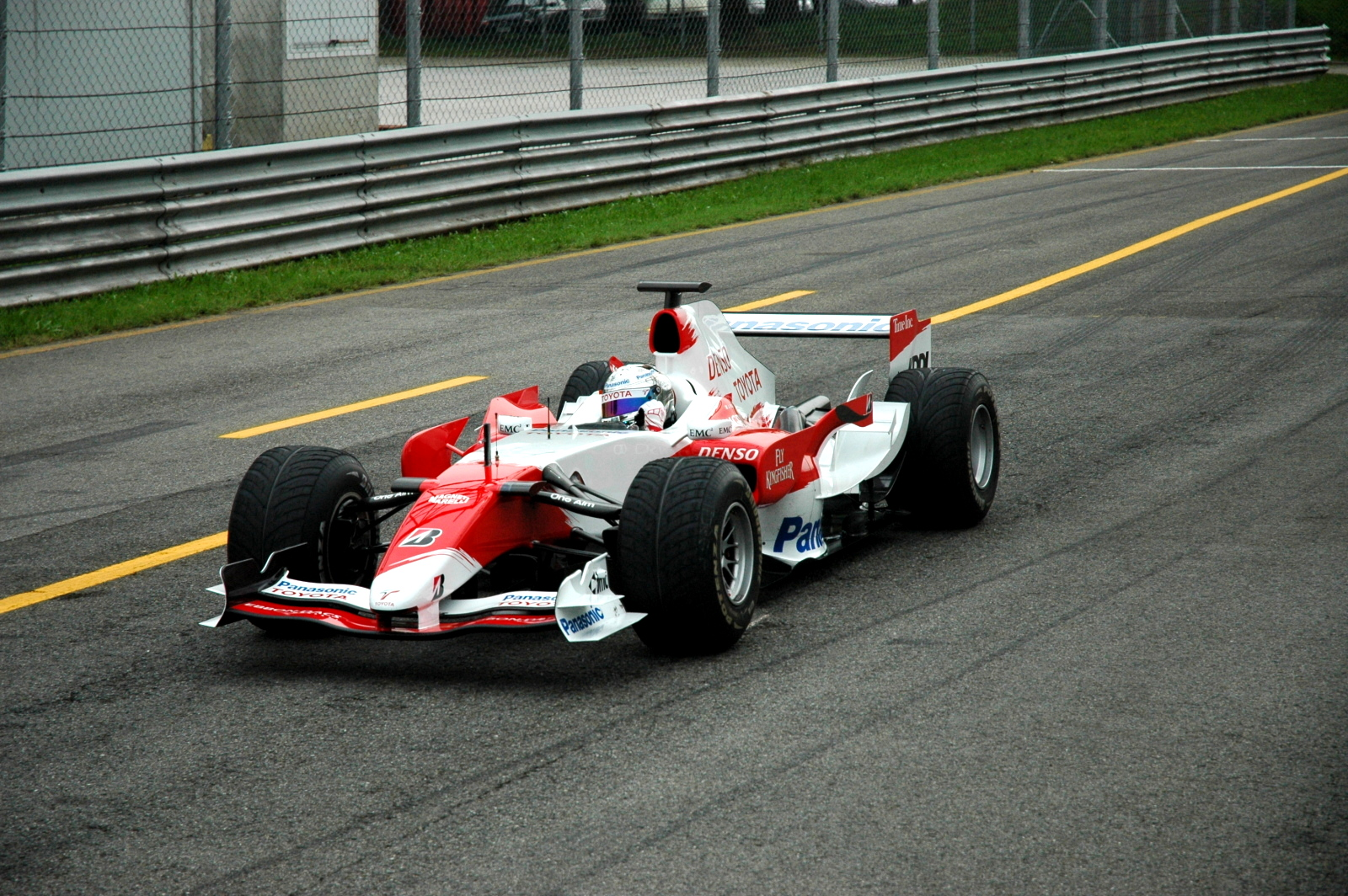
Jarno Trulli efectuând teste la Monza în 2007.

Trulli și Schumacher au continuat la Toyota și pentru 2007. Toyota TF107 a fost lansată oficial pe 12 ianuarie 2007 la Köln, Germania. Toyota și-a început programul de teste de iarnă la Valencia pe 29 ianuarie 2007. Toyota s-a bucurat de un început competitiv în testele de presezon pe circuitul din Valencia. Schumacher a marcat primul punct al sezonului pentru Toyota cu locul 8 în Marele Premiu de deschidere al anului, cel de la Melbourne. Trulli a marcat două puncte în fiecare dintre următoarele două curse, terminând pe locul 7 atât în Malaezia, cât și în Bahrain. Schumacher a avut dificultăți în acele curse, terminând nu mai sus de locul 12. În timpul pauzei de patru săptămâni care a urmat rundei a treia, Toyota a testat pe Circuitul Catalunya, unde echipa a declarat că s-au făcut îmbunătățiri. Președintele echipei, John Howett, a spus că Toyota caută să se apropie de echipa de pe locul trei în clasamentul constructorilor, BMW Sauber, după ce s-au menținut pe locul 5 după Malaezia. Cu toate acestea, echipa nu a reușit să înscrie niciun punct în următoarele două curse. Marele Premiu al Canadei a pus capăt secetei de puncte. Schumacher a încheiat cursa pe locul 8 păentru a marca un punct, iar la următorul eveniment de la Indianapolis, Trulli a terminat pe locul 6. Între timp, Schumacher a fost implicat într-un accident cu David Coulthard și Rubens Barrichello în virajul de început. O serie de incidente a făcut ca echipa să nu obțină puncte până la Marele Premiu al Ungariei. Aici, Schumacher a marcat 3 puncte după ce s-a calificat pe locul 5 și a terminat pe locul 6.
La 1 octombrie, Schumacher a anunțat că va părăsi Toyota la sfârșitul sezonului 2007 pentru o nouă provocare, nefiindu-i oferit un nou contract. Toyota a încheiat anul cu un loc 8 obținut de Trulli la Interlagos. În total, au fost marcate 13 puncte, cel mai mic număr al echipei din 2004 Îîncoace și mai puțin decât a obținut în al doilea sezon. Echipa a recunoscut că nu și-a îndeplinit promisiunile din presezon și a promis că va avea o mașină complet diferită pentru 2008.

#### 2008

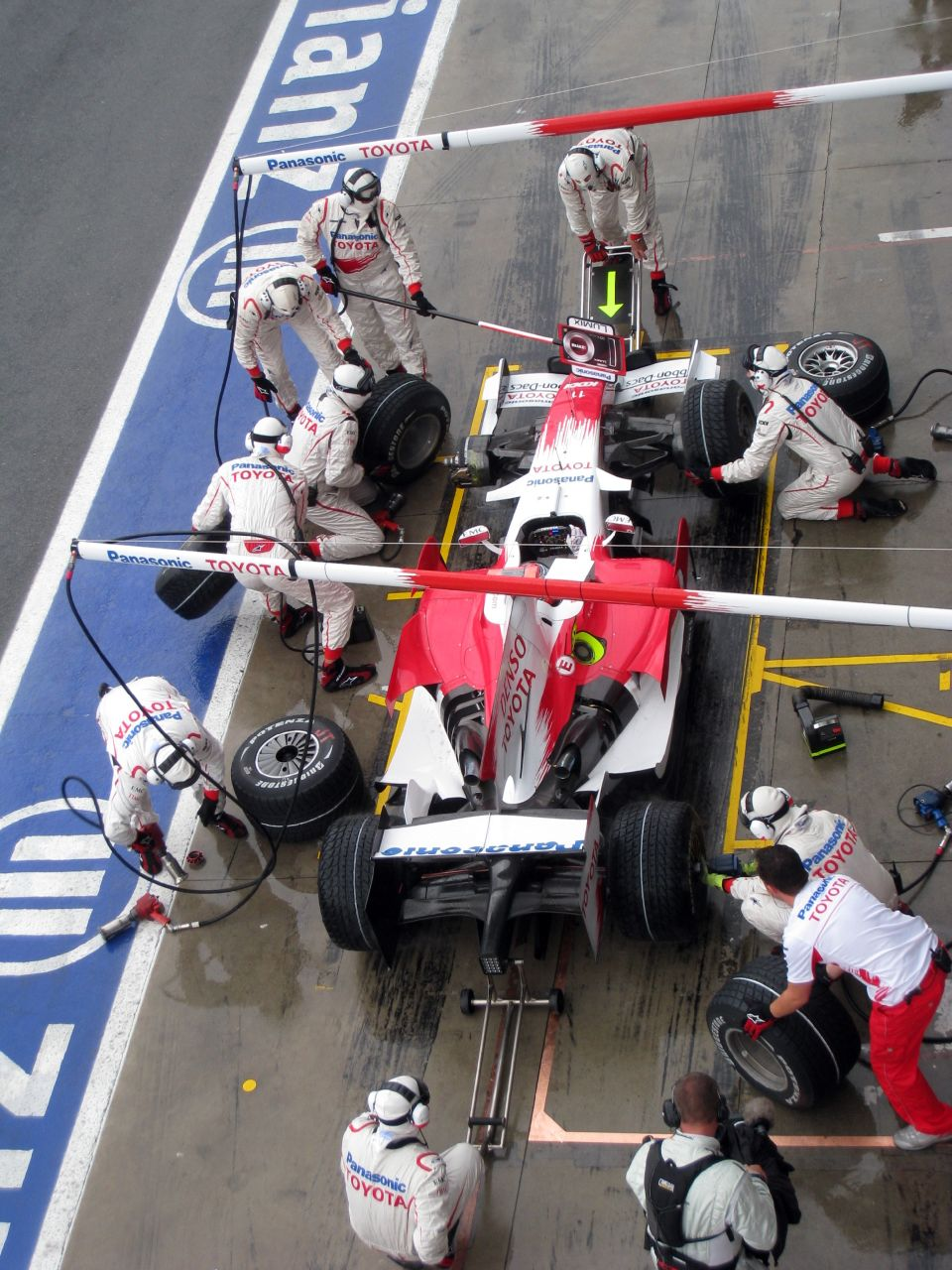
O oprire la boxe a lui Jarno Trulli în timpul Marelui Premiu al Italiei din.

În timp ce echipa l-a păstrat pe Jarno Trulli pentru sezonul 2008, Toyota l-a înlocuit pe Ralf Schumacher cu campionul en-titre de GP2, Timo Glock. Noua mașină a echipei, Toyota TF108, a fost lansată pe 10 ianuarie 2008. Primele puncte au venit la Sepang, unde Trulli s-a calificat pe locul 5 (dar a fost promovat pe locul 3 după ce echipa McLaren a fost penalizată) și a terminat cursa pe locul 4. Ulterior, Trulli a terminat pe locul 6 în Bahrain, iar apoi pe locul 8 în Spania, după unele probleme de la sfârșitul cursei. După ce s-a retras din primele două runde, urmate de clasări la mijlocul terenului, Glock a reușit să-și asigure un loc al 4-lea și 5 puncte pentru Toyota la Montreal, în plus față de cele 3 puncte ale lui Trulli, ceea ce au adus Toyota pe locul 5 în clasamentul Constructorilor. Ambele mașini au condus cursa la un moment dat. Au urmat mai multe puncte în Franța, unde Trulli a reușit să se apere de Heikki Kovalainen în fazele târzii ale cursei pentru a obține locul 3. Acesta a fost primul podium pentru Toyota în peste doi ani. Trulli a dedicat acest podium fostului șef al echipei, Ove Andersson, care a murit în săptămâna dinaintea cursei, într-un accident de mașină. Trulli a marcat puncte în Marele Premiu al Marii Britanii, dar în ciuda rezultatelor solide în cea mai mare parte a cursei din Germania, niciunul dintre piloți nu a marcat puncte; Glock a suferit o defecțiune a suspensiei spate care a provocat un accident spectaculos, în timp ce Trulli a fost depășit în etapele ulterioare ale cursei. Performanța echipei s-a îmbunătățit în Ungaria, unde Glock a făcut o rundă bună de calificare care l-a dus în cele din urmă către locul al doilea în cursă, oferindu-i primul său podium de F1 și al doilea podium al Toyota din sezon. La următoarea cursă, cea de la Valencia, Trulli a reușit să ajungă pe locul 5, în timp ce coechipierul Glock s-a luptat până pe locul 7. Acest rezultat a pus Toyota cu zece puncte înaintea Renault în clasamentul constructorilor.
La următoarea cursă a campionatului, Marele Premiu al Belgiei, Trulli a avut dificultăți, reușind să termine doar pe locul 16 deoarece cutia de viteze i-a fost avariată într-o coliziune din primul tur cu Sébastien Bourdais de la Toro Rosso. Glock, în schimb, avea același parcurs slab ca al lui Trulli până când, cu câteva tururi înainte de sfârșitul cursei, ploaia a căzut. Glock a trecut la anvelope de ploaie și a reușit să urce până pe locul 8. Totuși, după cursă, Glock a fost penalizat cu 25 de secunde pentru că l-a depășit pe Mark Webber sub steagurile galbene în timpul ultimului tur al cursei. Penalizarea l-a împins pe Glock pe locul nouă. Următoarea rundă a dus echipa în Italia, unde s-a calificat bine – Trulli pe locul 7 și Glock pe locul 9. Cu toate acestea, ei au reușit să se claseze doar pe locurile 11 și 13 în cursă. În Singapore, Toyota s-a calificat din nou bine, Glock pe locul 8 și Trulli pe locul 11. Trulli s-a retras din cursă cu probleme cu transmisia, dar Glock a terminat pe locul 4. La Marele Premiu al Japoniei, Glock s-a retras în turul 7 cu o defecțiune mecanică, după ce a lovit resturile din accidentul lui David Coulthard. Cu toate acestea, Trulli s-a descurcat foarte bine, terminând pe locul 5.

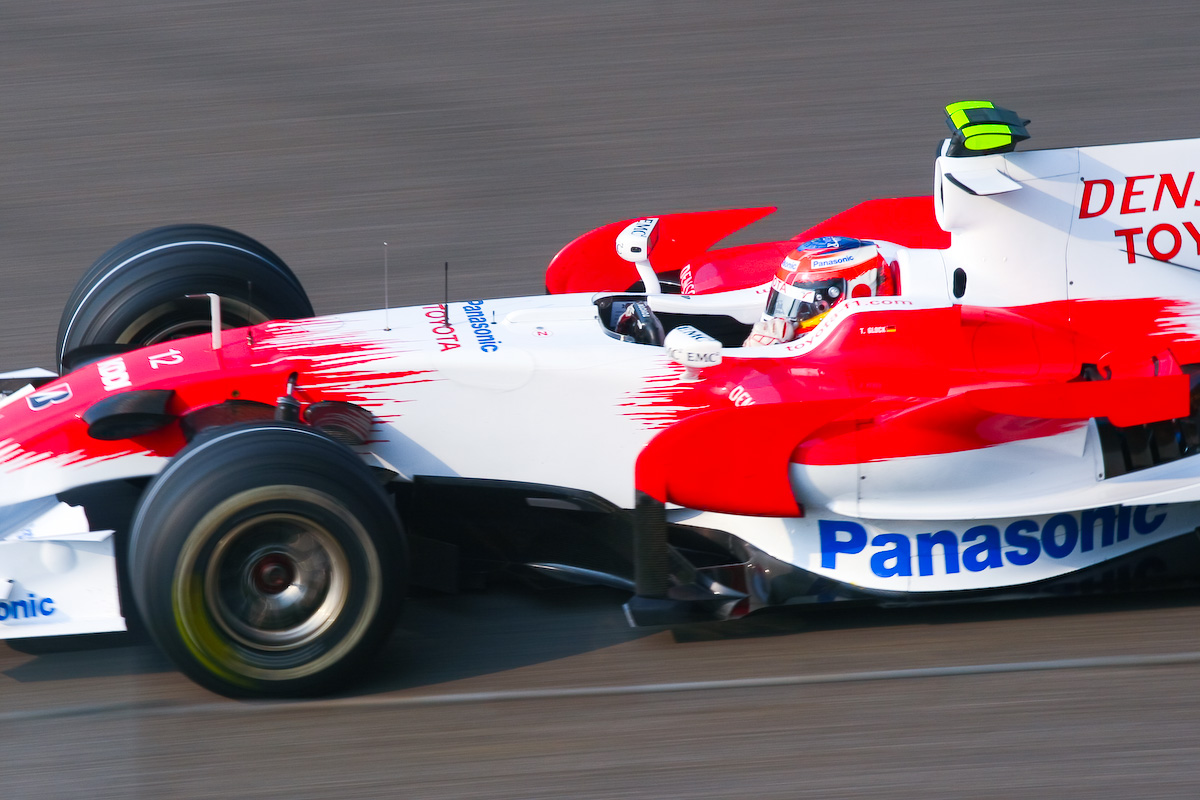
Timo Glock în.

În Marele Premiu al Chinei, Trulli a fost din nou implicat într-un incident cu Sébastien Bourdais în turul 1, forțându-l de data aceasta să iasă din cursă. Între timp, Glock și-a menținut forma puternică de la sfârșitul sezonului, clasându-se pe locul 7 pentru a marca două puncte. În dramaticul Mare Premiu al Braziliei din 2008, mașinile Toyota au fost singurele care au rămas pe anvelope uscate în furtuna torențială din ultimele etape ale cursei, ceea ce a avut un factor important în deciderea câștigătorului titlului mondial. Trulli s-a calificat pe locul 2, dar atât el, cât și Glock au căzut pe locurile 6 și, respectiv, 8 la final, Glock cedându-i locul cinci vital în fața lui Lewis Hamilton în ultimul tur, ceea ce a fost suficient pentru ca pilotul McLaren să-și adjudece titlul mondial la un punct peste eroul local și câștigător al cursei, Felipe Massa. Ulterior, Glock a negat afirmațiile de conspirație conform cărora i-a cedat voit locul lui Hamilton, invocând că se chinuia pentru a menține mașina pe suprafața pistei umede și că nu putea face absolut nimic. Toyota a terminat 2008 cu 56 de puncte, o îmbunătățire semnificativă față de totalul lor de 13 puncte din 2007. Echipa a terminat anul pe locul 5, îmbunătățindu-se față de locul 6 din 2007.

#### 2009

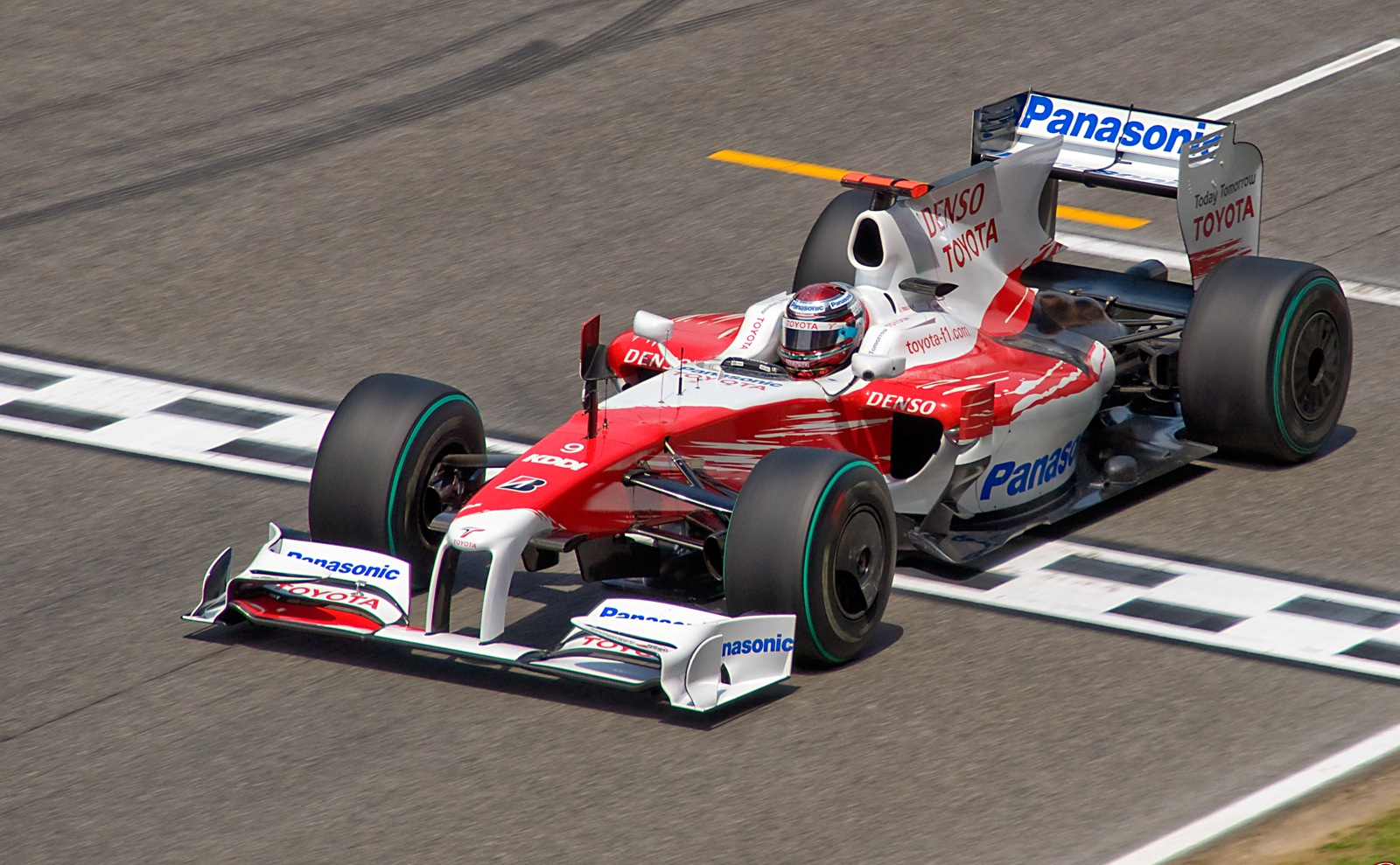
Jarno Trulli în Marele Premiu al Spaniei din.

Toyota i-a menținut atât pe Glock, cât și Trulli pentru 2009 și a introdus o nouă mașină, TF109. Echipa a început sezonul extrem de bine, marcând puncte de șapte ori în primele patru curse (inclusiv trei podiumuri), alături de un pole position în Bahrain. Această formă de început s-a datorat parțial unei lacune în noile reglementări tehnice, Toyota fiind una dintre cele trei echipe care au început sezonul cu un design care conținea „difuzorul dublu”. Cu toate acestea, forma echipei a scăzut în timpul etapei europene a sezonului. În următoarele nouă curse, Toyota a reușit doar cinci puncte, fără podiumuri, și au fost depășiți în campionatul constructorilor atât de Ferrari, cât și de McLaren. Spre sfârșitul sezonului, Toyota a obținut încă două podiumuri (în Singapore și Japonia), și și-a asigurat locul cinci în campionatul constructorilor, deși fără prima victorie vizată. Glock a suferit un accident în timpul calificărilor pentru Marele Premiu al Japoniei și a suferit răni, astfel că el a fost înlocuit pentru ultimele două curse ale sezonului de pilotul de teste și rezervă al echipei, Kamui Kobayashi. 

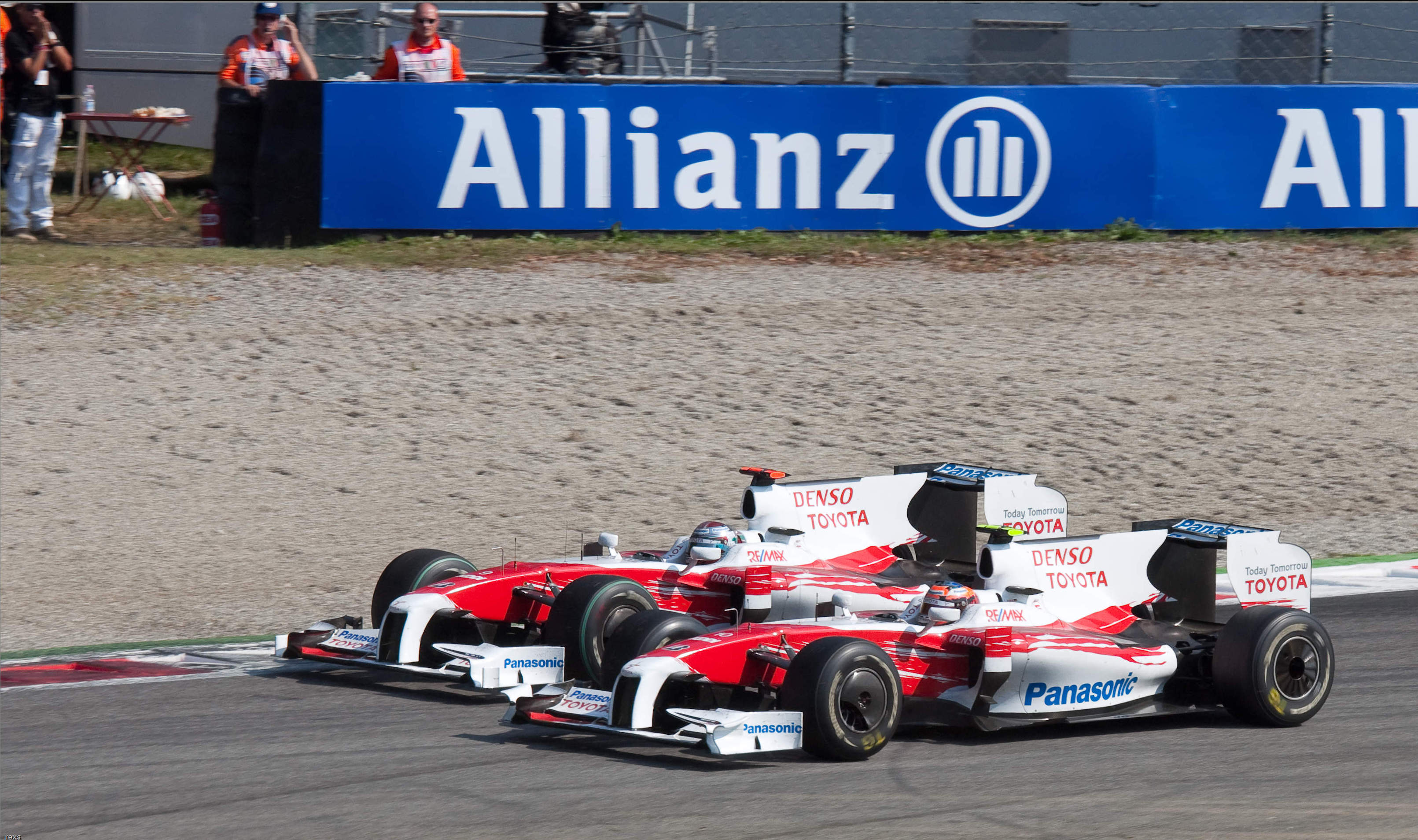
Cele două mașini Toyota luptându-se roată la roată în Marele Premiu al Italiei din.

În lumina primei pierderi financiare a companiei-mamă în 2009, Toyota a decis să se retragă din Formula 1 cu efect imediat pe 4 noiembrie 2009.  Mașina Toyota din 2010, TF110, a fost aproape complet dezvoltată. Au fost pregătite două șasiuri prototip ale TF110.
S-a ajuns la un acord pentru echipa Stefan Grand Prix, care încerca să concureze în sezonul 2010, pentru prelua șasiul și motoarele Toyota construite pentru 2010. Stefan Grand Prix a închiriat și un spațiu de birouri privat la Toyota Motorsport GmbH, dar echipei i-a fost intrarea în competiție și nu a concurat niciodată în Formula 1. Echipa HRT a încercat să cumpere șasiul pentru a înlocui șasiul lor slab performant Dallara, însă acordul nu a fost niciodată finalizat. Furnizorul de anvelope Pirelli și-a exprimat interesul de a folosi mașinile Toyota pentru dezvoltarea anvelopelor sale de F1 înainte de revenirea lor la acest sport în 2011, dar a optat în schimb să folosească mașina din 2009, T109. Primul șasiu TF110-01 a fost vopsit în roșu pentru Stefan GP și a fost condus într-un demonstrație de către Kazuki Nakajima în parcarea sediului Toyota Motorsports. Același șasiu a fost condus și de șeful Toyota F1, John Howlett, dar acesta ar fi ciocnit mașina într-un zid al fabricii în timpul unei demonstrații aranjate pentru a marca părăsirea companiei. Al doilea șasiu TF110-02 a rămas într-un aspect de carbon nevopsit și este în prezent expus la Automuseum PROTOTYP din Hamburg, Germania. Până în prezent, mulți speculează cum ar fi performat Toyota în 2010. Mulți din industrie cred că ar fi putut obține victorii în curse cu TF110, care avea o aerodinamică foarte avansată.
Locul pe grilă al Toyota în 2010 a fost ocupat de Sauber, care a concurat sub numele de BMW Sauber, în ciuda retragerii BMW din acest sport și revenirea echipei la motoarele Ferrari.

## Furnizarea de motoare
În primii trei ani de activitate, Toyota a furnizat motoare doar propriei echipei de curse. În 2005, după ce Jordan a rămas fără un furnizor de motoare ca urmare a părăsirii competiției din partea Ford, Toyota a acceptat imediat un acord să furnizeze echipei motoare identice cu cele din fabrică pentru mașinile Toyota. Cea mai bună performanță  pentru Jordan în sezon a fost clasarea pe pozițiile 3 și 4 în faimosul Mare Premiu al Statelor Unite din 2005 unde doar șase mașini au luat startul din cauza fragilității anvelopelor Michelin. La sfârșitul anului, echipa Jordan a fost vândută, iar noii proprietari au acceptat să continue parteneriatul cu Toyota. Midland, așa cum a fost denumită noua echipă, a activat doar un sezon, 2006, în care nu a adunat niciun punct.
În urma celui mai slab sezon al echipei Williams din 1978 încoace, echipa britanică a anunțat că Toyota le va furniza motoarele pentru următoarele trei sezoane începând cu 2007. Rezultatele au fost mai bune decât cele din 2006, fiind obținut și un podium, la Marele Premiu al Canadei. Deși în 2008 au fost atinse două podiumuri, Williams a încheiat sezonul pe locul 8 în clasamentul constructorilor, cu patru poziții mai jos decât în 2007. 2009 s-a dovedit a fi din nou un an modest pentru echipă, deși a marcat puncte în 11 din cele 17 curse ale sezonului, însă nu a obținut niciun podium. Înainte de Marele Premiu al Braziliei din 2009, Williams a anunțat că își va încheia parteneriatul de trei ani cu Toyota și își va găsi un nou furnizor de motoare pentru 2010.
| Constructor | Sezoane   | Victorii | Pole-uri | Podiumuri | Tururi rapide | Puncte |
| ----------- | --------- | -------- | -------- | --------- | ------------- | ------ |
| Jordan      | 2005      | 0        | 0        | 1         | 0             | 12     |
| / Midland   | 2006      | 0        | 0        | 0         | 0             | 0      |
| Williams    | 2007-2009 | 0        | 0        | 3         | 1             | 93,5   |
| Total       | 2005–2009 | 0        | 0        | 4         | 1             | 105,5  |

## Sponsorizarea
Panasonic a fost sponsorul principal al Toyota încă din primul sezon al echipei, în 2002. După creșterea în formă din 2005, Panasonic și-a extins contractul de sponsorizare. Denso (un membru al Grupului Toyota) și Esso (un membru al grupului ExxonMobil) au fost, de asemenea, alături de Toyota F1 încă din primul an.

## Palmares în Formula 1
| Legendă      | Legendă                                                |
| Culoare      | Rezultat                                               |
| ------------ | ------------------------------------------------------ |
| Auriu        | Câștigător                                             |
| Argintiu     | Locul 2                                                |
| Bronz        | Locul 3                                                |
| Verde        | Alte locuri care punctează                             |
| Albastru     | Alte locuri                                            |
| Albastru     | Nu s-a clasat, dar a terminat cursa (NC)               |
| Purpuriu     | A abandonat cursa (Ab)                                 |
| Negru        | Descalificat (DSC)                                     |
| Alb          | Nu a luat startul (NS)                                 |
| Roșu         | Nu s-a calificat (NSC)                                 |
| Fără culoare | Retras înainte de calificări (Ret)                     |
| Fără culoare | Exclus (EX)                                            |
| Fără culoare | Nu a participat (celulă goală)                         |
| Adnotare     | Însemnătate                                            |
| P            | Pole position                                          |
| R            | Cel mai rapid tur                                      |
| *            | Nu a terminat, dar a parcurs mai mult de 90% din cursă |

| Sezon  | Șasiu        | Motor          | Pneu | Piloți             | 1   | 2    | 3   | 4    | 5   | 6   | 7   | 8   | 9   | 10  | 11  | 12  | 13  | 14  | 15  | 16  | 17  | 18  | 19  | Poz. | Pct. |
| ------ | ------------ | -------------- | ---- | ------------------ | --- | ---- | --- | ---- | --- | --- | --- | --- | --- | --- | --- | --- | --- | --- | --- | --- | --- | --- | --- | ---- | ---- |
| 2002   | TF102        | RVX-02 3,0 V10 | M    |                    | AUS | MYS  | BRA | SMR  | ESP | AUT | MCO | CAN | EUR | GBR | FRA | DEU | HUN | BEL | ITA | USA | JPN | N/A | N/A | 2    | 10   |
| 2002   | TF102        | RVX-02 3,0 V10 | M    | Mika Salo          | 6   | 12   | 6   | Ab   | 9   | 8   | Ab  | Ab  | Ab  | Ab  | Ab  | 9   | 15  | 7   | 11  | 14  | 8   |     |     | 2    | 10   |
| 2002   | TF102        | RVX-02 3,0 V10 | M    | Allan McNish       | Ab  | 7    | Ab  | Ab   | 8   | 9   | Ab  | Ab  | 14  | Ab  | 11* | Ab  | 14  | 9   | Ab  | 15  | NS  |     |     | 2    | 10   |
| 2003   | TF103        | RVX-03 3,0 V10 | M    |                    | AUS | MYS  | BRA | SMR  | ESP | AUT | MCO | CAN | EUR | FRA | GBR | DEU | HUN | ITA | USA | JPN | N/A | N/A | N/A | 16   | 8    |
| 2003   | TF103        | RVX-03 3,0 V10 | M    | Olivier Panis      | Ab  | Ab   | Ab  | 9    | Ab  | Ab  | 13  | 8   | Ab  | 8   | 11  | 5   | Ab  | Ab  | Ab  | 10  |     |     |     | 16   | 8    |
| 2003   | TF103        | RVX-03 3,0 V10 | M    | Cristiano da Matta | Ab  | 11   | 10  | 12   | 6   | 10  | 9   | 11* | Ab  | 11  | 7   | 6   | 11  | Ab  | 9   | 7   |     |     |     | 16   | 8    |
| 2004   | TF104 TF104B | RVX-04 3,0 V10 | M    |                    | AUS | MYS  | BHR | SMR  | ESP | MCO | EUR | CAN | USA | FRA | GBR | DEU | HUN | BEL | ITA | CHN | JPN | BRA | N/A | 9    | 8    |
| 2004   | TF104 TF104B | RVX-04 3,0 V10 | M    | Cristiano da Matta | 12  | 9    | 10  | Ab   | 13  | 6   | Ab  | DSC | Ab  | 14  | 13  | Ab  |     |     |     |     |     |     |     | 9    | 8    |
| 2004   | TF104 TF104B | RVX-04 3,0 V10 | M    | Ricardo Zonta      |     |      |     |      |     |     |     |     |     |     |     |     | Ab  | 10* | 11  | Ab  |     | 13  |     | 9    | 8    |
| 2004   | TF104 TF104B | RVX-04 3,0 V10 | M    | Jarno Trulli       |     |      |     |      |     |     |     |     |     |     |     |     |     |     |     |     | 11  | 12  |     | 9    | 8    |
| 2004   | TF104 TF104B | RVX-04 3,0 V10 | M    | Olivier Panis      | 13  | 12   | 9   | 11   | Ab  | 8   | 11  | DSC | 5   | 15  | Ab  | 14  | 11  | 8   | Ab  | 14  | 14  |     |     | 9    | 8    |
| 2005   | TF105 TF105B | RVX-05 3,0 V10 | M    |                    | AUS | MYS  | BHR | SMR  | ESP | MCO | EUR | CAN | USA | FRA | GBR | DEU | HUN | TUR | ITA | BEL | BRA | JPN | CHN | 88   | 4    |
| 2005   | TF105 TF105B | RVX-05 3,0 V10 | M    | Jarno Trulli       | 9   | 2    | 2   | 5    | 3   | 10  | 8   | Ab  | NSP | 5   | 9   | 14* | 4   | 6   | 5   | Ab  | 13* | Ab  | 15  | 88   | 4    |
| 2005   | TF105 TF105B | RVX-05 3,0 V10 | M    | Ralf Schumacher    | 12  | 5    | 4   | 9    | 4   | 6   | Ab  | 6   | Ret | 7   | 8   | 6   | 3   | 12  | 6   | 7R  | 8   | 8P  | 3   | 88   | 4    |
| 2005   | TF105 TF105B | RVX-05 3,0 V10 | M    | Ricardo Zonta      |     |      |     |      |     |     |     |     | NS  |     |     |     |     |     |     |     |     |     |     | 88   | 4    |
| 2006   | TF106 TF106B | RVX-06 2,4 V8  | B    |                    | BHR | MYS  | AUS | SMR  | EUR | ESP | MCO | GBR | CAN | USA | FRA | DEU | HUN | TUR | ITA | CHN | JPN | BRA | N/A | 35   | 6    |
| 2006   | TF106 TF106B | RVX-06 2,4 V8  | B    | Ralf Schumacher    | 14  | 8    | 3   | 9    | Ab  | Ab  | 8   | Ab  | Ab  | Ab  | 4   | 9   | 6   | 7   | 15  | Ab  | 7   | Ab  |     | 35   | 6    |
| 2006   | TF106 TF106B | RVX-06 2,4 V8  | B    | Jarno Trulli       | 16  | 9    | Ab  | Ab   | 9   | 10  | 17* | 11  | 6   | 4   | Ab  | 7   | 12* | 9   | 7   | Ab  | 6   | Ab  |     | 35   | 6    |
| 2007   | TF107        | RVX-07 2,4 V8  | B    |                    | AUS | MYS  | BHR | ESP  | MCO | CAN | USA | FRA | GBR | EUR | HUN | TUR | ITA | BEL | JPN | CHN | BRA | N/A | N/A | 13   | 6    |
| 2007   | TF107        | RVX-07 2,4 V8  | B    | Ralf Schumacher    | 8   | 15   | 12  | Ab   | 16  | 8   | Ab  | 10  | Ab  | Ab  | 6   | 12  | 15  | 10  | Ab  | Ab  | 11  |     |     | 13   | 6    |
| 2007   | TF107        | RVX-07 2,4 V8  | B    | Jarno Trulli       | 9   | 7    | 7   | Ab   | 15  | Ab  | 6   | Ab  | Ab  | 13  | 10  | 16  | 11  | 11  | 13  | 13  | 8   |     |     | 13   | 6    |
| 2008   | TF108        | RVX-08 2,4 V8  | B    |                    | AUS | MYS  | BHR | ESP  | TUR | MCO | CAN | FRA | GBR | DEU | HUN | EUR | BEL | ITA | SGP | JPN | CHN | BRA | N/A | 56   | 5    |
| 2008   | TF108        | RVX-08 2,4 V8  | B    | Jarno Trulli       | Ab  | 4    | 6   | 8    | 10  | 13  | 6   | 3   | 7   | 9   | 7   | 5   | 16  | 13  | Ab  | 5   | Ab  | 8   |     | 56   | 5    |
| 2008   | TF108        | RVX-08 2,4 V8  | B    | Timo Glock         | Ab  | Ab   | 9   | 11   | 13  | 12  | 4   | 11  | 12  | Ab  | 2   | 7   | 9   | 11  | 4   | Ab  | 7   | 6   |     | 56   | 5    |
| 2009   | TF109        | RVX-09 2,4 V8  | B    |                    | AUS | MYS‡ | CHN | BHR  | ESP | MCO | TUR | GBR | DEU | HUN | EUR | BEL | ITA | SGP | JPN | BRA | ABU | N/A | N/A | 59,5 | 5    |
| 2009   | TF109        | RVX-09 2,4 V8  | B    | Jarno Trulli       | 3   | 4    | Ab  | 3P R | Ab  | 13  | 4   | 7   | 17  | 8   | 13  | Ab  | 14  | 12  | 2   | Ab  | 7   |     |     | 59,5 | 5    |
| 2009   | TF109        | RVX-09 2,4 V8  | B    | Timo Glock         | 4   | 3    | 7   | 7    | 10  | 10  | 8   | 9   | 9   | 6   | 14R | 10  | 11  | 2   | NS  |     |     |     |     | 59,5 | 5    |
| 2009   | TF109        | RVX-09 2,4 V8  | B    | Kamui Kobayashi    |     |      |     |      |     |     |     |     |     |     |     |     |     |     |     | 9   | 6   |     |     | 59,5 | 5    |
| Sursa: |              |                |      |                    |     |      |     |      |     |     |     |     |     |     |     |     |     |     |     |     |     |     |     |      |      |

Note:
- – Au fost acordate puncte înjumătățite la Marele Premiu al Malaeziei din 2009 deoarece a fost parcursă mai puțin de 75% din distanța programată din cauza vremii.